# Joël Lightbound
Joël Lightbound, né le 8 février 1988 à Toronto en Ontario, est un avocat et homme politique canadien du Québec. Il est depuis octobre 2015 député libéral de la circonscription de Louis-Hébert à la Chambre des communes du Canada.

## Biographie
Joël Lightbound est né à Toronto en Ontario mais est arrivé à Sainte-Foy, près de Québec, à l'âge de six mois et y a grandi,. Il a fréquenté l'école secondaire De Rochebelle et le Collège régional Champlain St. Lawrence.
Il a obtenu un baccalauréat en droit civil et en common law de l'Université McGill et a été reçu avocat au Barreau du Québec et à celui de l'État de New York. Il a d'abord travaillé en droit administratif pour le cabinet Fasken Martineau de Montréal, puis est revenu à Québec en 2013 pour tenter de se lancer en politique. Il a également entrepris une maîtrise en droit des technologies de l’information à l'Université Laval et travaille pour la firme Immigration Keleny.

## Prises de position
Joël Lightbound est blogueur pour le média digital Huffington Post Québec, où il s'est prononcé en faveur d'une consolidation du droit à la vie privée sur Internet, prenant position contre le projet de loi C-13 (Loi sur la protection des Canadiens contre la cybercriminalité) et marquant sa déception pour la décision de la cour suprême dans R. c. Fearon. Il a également publié un billet dénonçant l’islamophobie croissante, se disant en faveur d’une inclusivité renouvelée pour le Canada.
Joël Lightbound s'est de plus dit favorable à un assouplissement des lignes de parti.

## Élections et rôles parlementaires
Joël Lightbound a été choisi le 6 août 2015 candidat du Parti libéral du Canada dans Louis-Hébert. Lors des élections générales du 19 octobre, il a été élu avec une majorité de 4700 voix. Au cours de son premier mandat, il a été secrétaire parlementaire de la ministre de la Santé Jane Philpott (janvier à septembre 2017), puis du ministre des Finances Bill Morneau (septembre 2017 à septembre 2019).
Aux élections de 2019, Joël Lightbound est réélu dans Louis-Hébert. Il est nommé secrétaire parlementaire du ministre de la Sécurité publique et de la Protection civile Bill Blair en décembre 2019. Il est aussi choisi par ses collègues pour être président du caucus des députés libéraux du Québec.